# Jessica Córdova Lobatón
María Jessica Córdova Lobatón (Chiclayo, 19 de noviembre de 1973) es una obstetra, administradora de empresas y política peruana. Es congresista de la república por la región Lambayeque para el periodo 2021-2026. Es actualmente, presidenta de la Comisión de la Mujer y Familia del Congreso de la República del Perú, así como, vicepresidenta de la Comisión Especial Multipartidaria de Protección a la Infancia en el contexto de la emergencia sanitaria.

## Biografía
Nació en Chiclayo el 19 de noviembre de 1973.
Estudió la carrera de Obstetricia en la Universidad Particular de Chiclayo, donde obtuvo su título profesional en 1996. Posteriormente obtuvo la licenciatura en Administración de Empresas por la Universidad Católica Santo Toribio de Mogrovejo en 2013.

## Vida política
Es militante de Renovación Popular, partido político liderado por Rafael López Aliaga, quien postuló a la presidencia en las elecciones generales de 2021.
Para las elecciones parlamentarias, Córdova anunció su candidatura al Congreso de la República por Renovación Popular por la lista electoral de Lambayeque y resultó elegida para el periodo parlamentario 2021-2026 con 12 552 votos.
Córdova, junto con otros dos congresistas de la bandada de Renovación Popular, renunciaron por discrepancias internas con el, en ese entonces, vocero de la bancada Renovación Popular, el congresista Jorge Montoya, por lo que decidió incorporarse a la bancada de Avanza País.
Sin embargo, el 17 de junio de 2024, Córdova renunció a la bancada de Avanza País y retornó a las filas de Renovación Popular, junto a su colegas parlamentarios Norma Yarrow y Diego Bazán. 
Jessica Córdova ha realizado una ardua labor en la defensa de los derechos de las mujeres, niños, adolescentes y poblaciones vulnerables. Es autora de 12 leyes publicadas en el diario Oficial El Peruano.
| N° DE LEY | TÍTULO | FECHA DE PUBLICACIÓN |
| --------- | --- | -------------------- |
| 31468     | LEY QUE DECLARA DE INTERÉS NACIONAL LA RECUPERACIÓN, CONSERVACIÓN Y PROTECCIÓN DE LA PESCA ANCESTRAL EN CABALLITO DE TOTORA Y LA CREACIÓN DE BALSARES PARA EL CULTIVO DE TOTORA, EN EL DISTRITO DE PIMENTEL, PROVINCIA DE CHICLAYO, DEPARTAMENTO DE LAMBAYEQUE                                                 | 06/05/2022           |
| 31720     | LEY QUE CREA EL CANON HÍDRICO COMO MEDIDA DE COMPENSACIÓN A LAS POBLACIONES AFECTADAS POR TRASVASE | 01/04/2023           |
| 31715     | LEY QUE MODIFICA LA LEY 30364, LEY PARA PREVENIR, SANCIONAR Y ERRADICAR LA VIOLENCIA CONTRA LAS MUJERES Y LOS INTEGRANTES DEL GRUPO FAMILIAR, PARA ELIMINAR OBSTÁCULOS Y FORTALECER SU EJECUCIÓN | 22/03/2023           |
| 31685     | LEY QUE INCORPORA EL NUMERAL 11.3 AL ARTÍCULO 11 DEL DECRETO LEGISLATIVO 1350, DECRETO LEGISLATIVO DE MIGRACIONES, A FIN DE GARANTIZAR LA PROTECCIÓN A MIGRANTES VÍCTIMAS DE VIOLENCIA EN SITUACIÓN DE VULNERABILIDAD                                                                                          | 15/02/2023           |
| 31837     | LEY QUE DECLARA DE INTERÉS NACIONAL Y NECESIDAD PÚBLICA LA CREACIÓN, EQUIPAMIENTO E IMPLEMENTACIÓN DE LA UNIDAD ESPECIALIZADA EN PACIENTES QUEMADOS DEL HOSPITAL NACIONAL ARZOBISPO LOAYZA | 15/07/2023           |
| 31922     | LEY QUE MODIFICA EL DECRETO LEGISLATIVO 1077, DECRETO LEGISLATIVO QUE CREA EL PROGRAMA DE COMPENSACIONES PARA LA COMPETITIVIDAD, A FIN DE CONTAR CON UNA GESTIÓN EFICIENTE A FAVOR DE LOS PRODUCTORES AGRARIOS                                                                                                 | 08/11/2023           |
| 31932     | LEY QUE MODIFICA LA LEY 28970, LEY QUE CREA EL REGISTRO DE DEUDORES ALIMENTARIOS MOROSOS, A FIN DE DISPONER LA INSCRIPCIÓN DEL DEUDOR ALIMENTARIO MOROSO A SOLICITUD DE PARTE | 14/11/2023           |
| 32029     | LEY QUE MODIFICA EL CÓDIGO PENAL, DECRETO LEGISLATIVO 635, A FIN DE CONSIDERAR LA DUPLICACIÓN DEL PLAZO DE PRESCRIPCIÓN DE LA ACCIÓN PENAL EN EL DELITO DE OMISIÓN DE ASISTENCIA FAMILIAR | 17/05/2024           |
| 32033     | LEY QUE GARANTIZA Y PROMUEVE EL ACCESO Y USO A LOS MEDICAMENTOS GENÉRICOS EN DENOMINACIÓN COMÚN INTERNACIONAL (DCI) Y FORTALECE LA REGULACIÓN DE LOS PRODUCTOS FARMACEÚTICOS Y DISPOSITIVOS MÉDICOS EN BENEFICIO DE LOS PACIENTES Y USUARIOS                                                                   | 20/05/2024           |
| 32059     | LEY QUE AUTORIZA EL NOMBRAMIENTO DEL PERSONAL ADMINISTRATIVO COMPRENDIDO EN EL DECRETO LEGISLATIVO 1057 DEL MINISTERIO DE SALUD, SUS ORGANISMOS PÚBLICOS Y LOS GOBIERNOS REGIONALES | 14/06/2024           |
| 32123     | LEY DE MODERNIZACIÓN DEL SISTEMA PREVISIONAL PERUANO | 24/09/2024           |
| 32191     | LEY QUE MODIFICA EL CÓDIGO DE LOS NIÑOS Y ADOLESCENTES, APROBADO MEDIANTE LA LEY 27337, PARA INCORPORAR LA AUTORIZACIÓN NOTARIAL DE VIAJE DE MENOR DE EDAD POR UNO DE LOS PADRES EN CASO DE ENFERMEDAD, ESTUDIOS Y OLIMPIADAS ACADÉMICAS O COMPETENCIAS DEPORTIVAS EN EL EXTRANJERO EN REPRESENTACIÓN DEL PAÍS | 13/12/2024           |

1. ↑  «Resultados de la elecciones al Congreso».
2. ↑  «Parlamentaria Jessica Córdova es elegida presidenta de la Comisión de la Mujer y Familia». Comunicaciones (en inglés). Consultado el 11 de abril de 2025.
3. ↑  «Se instaló Comisión Especial de Protección a la Infancia en contexto de emergencia sanitaria». Comunicaciones (en inglés). Consultado el 11 de abril de 2025.
4. ↑  «Congresista Limachi Quispe es elegida presidenta de Comisión Especial de Protección a la Infancia». Comunicaciones (en inglés). Consultado el 11 de abril de 2025.
5. ↑  «Voto Informado- Hoja de Vida de Jessica Córdova».
6. ↑  Perú, Redacción El Comercio (10 de agosto de 2021). «Norma Yarrow, María Córdova y Diego Bazán se incorporan a Avanza País tras dejar Renovación Popular». El Comercio Perú. Consultado el 10 de agosto de 2021.
7. ↑  LR, Redacción (9 de agosto de 2021). «Congreso: Norma Yarrow, María Córdova y Diego Bazán se incorporan a la bancada de Avanza País | LaRepublica.pe». larepublica_pe. Consultado el 10 de agosto de 2021.
8. ↑  León, Valeri (5 de junio de 2024). «Congresistas Norma Yarrow y Jessica Córdova renuncian a Avanza País y regresan a Renovación Popular». infobae. Consultado el 8 de abril de 2025.
9. ↑  «Portal Web del Congreso de la República del Perú».

- Datos: Q108414625